# Rawhide (1951)
Rawhide (Brasil: Correio do Inferno ou O Correio do Inferno) é um filme estadunidense de 1951, dos gêneros ação, suspense e faroeste, dirigido por Henry Hathaway.

## Sinopse
Tom Owens trabalha como assistente de Sam Todd na distante estação de comboio em Rawhide (Nevada). Um dia chega Vinnie Holt, que carrega o seu bebé nos braços. Sabendo que uma quadrilha está nas redondezas, Todd e Owens obrigam Vinnie a ficar na estação até ao próximo dia.
No entanto, chega na estação um desconhecido chamado Zimmerman, que inicialmente se faz passar por um xerife, mas logo revela-se ser o líder do bando, que acaba matando Sam Todd. Além disto, Zimmerman conclui que Vinnie é mulher de Owens, e assim decide mantê-los prisioneiros. Zimmerman precisa de Owens para não levantar suspeitas, pois pretende assaltar um carregamento de 100 mil dólares em ouro, que chegará à estação no outro dia por volta das doze horas.
Zimmerman ameaça Owens caso ele não colabore, mas como testemunhou um crime, Owens tem certeza que, após o assalto, ele e Vinnie serão mortos. Assim, tenta elaborar um plano de fuga para ele, Vinnie e a criança.

## Elenco
- Tyrone Power.... Tom Owens
- Susan Hayward.... Vinnie Holt
- Hugh Marlowe.... Zimmerman / xerife Ben Miles
- Dean Jagger.... Yancy
- Edgar Buchanan.... Sam Todd
- Jack Elam.... Tevis
- George Tobias.... Gratz
- Jeff Corey.... Luke Davis
- James Millican.... Tex Squires
- Louis Jean Heydt.... Fickert
- William Haade.... Gil Scott
- Milton R. Corey Sr..... Dr. Tucker
- Kenneth Tobey.... tenente Wingate
- Robert Adler.... Billy Dent
- Judy Ann Dunn.... Callie Holt
- Vincent Neptune.... sr. Hickman
- Edith Evanson.... sra. Hickman